# Brandeis-universiteit
De Brandeis-universiteit (Brandeis University) is een particuliere onderzoeksuniversiteit gelegen in Waltham, in de Amerikaanse staat Massachusetts. De universiteit focust zich voornamelijk op Vrije Kunsten.
Aan de universiteit studeren ongeveer 3.200 bachelor- en 2.100 masterstudenten. In 2008 werd de universiteit 31 op U.S. News and World Reports lijst van nationale universiteiten in de Verenigde Staten. Op de lijst van Forbes onder nationale universiteiten in 2008 vinden we Brandeis terug op plaats 21.

## Geschiedenis
Brandeis werd opgericht in 1948 op de locatie van de voormalige Middlesex-universiteit, als een instituut voor gemengd onderwijs. De universiteit is vernoemd naar de eerste Joodse rechter van het Amerikaanse Hooggerechtshof, Louis Dembitz Brandeis (1856–1941).
De universiteit laat studenten van alle nationaliteiten toe. Tevens steunt de universiteit het Wien International Scholarship voor internationale studenten.

## Afdelingen
De scholen van de universiteit zijn:
- Het College voor Kunst en Wetenschappen
- Graduate School voor Kunst en Wetenschappen.
- Heller School voor sociaal beleid en management.
- Rabb School voor zomerstudies en vervolgstudies.
- Brandeis internationale school voor bedrijfseconomie.

Het college voor kunst en wetenschappen bevat 24 departementen met 22 studieprogramma’s.

## Presidenten
De presidenten van de universiteit waren:
- Abram L. Sachar 1948-1968
- Morris Berthold Abram 1968-1970
- Charles I. Schottland 1970-1972
- Marver H. Bernstein 1972-1983
- Evelyn E. Handler 1983-1991
- Stuart H. Altman (interim) 1990-1991
- Samuel O. Thier, M.D. 1991-1994
- Jehuda Reinharz 1994-2010
- Frederick M. Lawrence 2011-

## Sport
De sportteams van de universiteit heten The Judges. Ze nemen onder andere deel aan de University Athletic Association en de eerste divisie van de NCAA.
De universiteit heeft 10 sportteams en 18 sportclubs.